# Manipulacja pedagogiczna
Manipulacja pedagogiczna – zestaw specjalnych metod i technik oddziaływania pedagoga na wychowanków, w celu poddania ich szczególnej kontroli i wpływowi, a w efekcie ich uprzedmiotowieniu, w warunkach którego skrycie realizowane są cele pedagogiczne.
Manipulacja tego typu jest charakterystyczna dla wychowania autorytarnego, manifestuje się ona poprzez ubezwłasnowolnienie podopiecznych, którzy odnoszą wrażenia, że ich działania podejmowane są z własnej, nieprzymuszonej woli, spontanicznie, a nawet z własnej inicjatywy. Pedagog wykorzystuje tutaj oprócz swojej wiedzy o regulacji zachowań ludzkich, także swoją pozycję autorytetu, w ten sposób używając fizycznej, psychicznej, społecznej i prawnej bezbronności wychowanków. W takich warunkach realizowane mogą być cele korzystne dla jakiejś ideologii, władzy, społeczeństwa lub jednostki.
W związku z liczbą uczestników można wyróżnić manipulację indywidualną, grupową lub zbiorową, a w związku ze sposobem jej inicjacji – manipulację spontaniczną lub zamierzoną.

## Metody i skutki ich stosowania
W procesie manipulacji pedagogicznej wykorzystywane są różne metody, takie jak ograniczenie swobodnego myślenia, nieustanne zmiany reguł postępowania wraz z ich uzasadnieniem, wykorzystywanie pochlebstw, utrudnianie dostępu lub celowe skrywanie przed wychowankiem faktów i informacji a dodatkowo celowe ich preparowanie w tendencyjny sposób, sentymentalizację dostępnych treści, stwarzanie nadmiaru lub deficytu dóbr, wzbudzanie antagonistycznej rywalizacji, stwarzanie pozorności w wyborze, deformowanie treści komunikatów, odwoływanie się do presji grupy w łamaniu czyjejś woli, szersze angażowanie autorytetów, wywoływanie poczucia winy. Efektem tego typu działań jest zwykle pełen konformizm, zanik samodzielności w myśleniu i wrażliwości moralnej, usprawiedliwienie braku odpowiedzialności za własne zachowanie, podejmowanie pozornych działań. Często efektem są też różnego rodzaju reakcje obronne jak bunt, opór i agresja, zwykle w przypadkach rozpoznania skrywanych intencji manipulatora.